# Die Taube auf dem Dach
Die Taube auf dem Dach ist ein deutscher Spielfilm der DEFA von Iris Gusner aus dem Jahr 1973. Gleich nach seiner Fertigstellung verboten, erlebte der Film erst 1990 seine Uraufführung. Damit zählt er zu den Verbotsfilmen der DDR.

## Handlung
Eine Baustelle im Süden der DDR: Die junge Mecklenburgerin Linda Heinrichs ist hier, wo einmal Plattenbauwohnungen stehen sollen, als Bauleiterin tätig. Sie lernt zwei Männer kennen, die unterschiedlicher nicht sein könnten: Der Student Daniel ist spontan, führt sie zum Tanz aus und sammelt dort schon einmal ungeplant Spenden für Vietnam. Sein Interesse an der Raumfahrt und an der Zukunft wird im Film wiederholt thematisiert, bereits der Vorspann zeigt eine startende Rakete. Baubrigadier Hans Böwe wiederum ist ein ewig Rastloser, der in vielen Teilen der DDR am Bau gearbeitet hat, jedoch nirgendwo richtig zu Hause ist. Linda trifft sich mit beiden Männern, weigert sich jedoch selbstbewusst, sich für einen der beiden zu entscheiden.
Der Film besteht aus oft nur lose aneinandergefügten Impressionen aus dem Leben Lindas und ihrer Kollegen, die zum Teil auf beengtem Raum zusammenleben. Daniel etwa teilt sich eine Unterkunft mit einem Libanesen, der mit seinen Erzählungen vom Meeresfelsen „Nest der Tauben“, einem Treffpunkt für Liebespaare in Beirut, eine zweite mögliche Erklärung für den Titel des Films liefert. An erster Stelle ist die Assoziation mit dem Sprichwort „Lieber den Spatz in der Hand als die Taube auf dem Dach“ zu nennen, die auf Lindas Dreiecksbeziehung anspielt, allerdings wird dies im Film nie explizit gemacht.
Eine lineare Handlung ist nur ansatzweise zu erkennen. Zwar macht Hans Böwe Linda einen Heiratsantrag und kritisiert ihr rein auf die Arbeit konzentriertes Leben  – Linda nimmt den Antrag jedoch nicht an, obwohl sie sich weiterhin für Böwe interessiert. Seine gelegentliche Fluchten in den Alkohol lassen Linda zwar über ihr eigenes Leben nachdenken – wird sie einmal wie Böwe werden? – und über die Bedeutung von Glück und Liebe in der aktuellen Realität. Auch Daniel, dessen Name einmal als Titel für den Film im Gespräch war, wirbt kontinuierlich um Linda. Im Verlauf des Films zeichnet sich jedoch weder eine Entscheidung Lindas für einen der Männer noch eine anderweitige Lösung des Dilemmas ab.

## Hintergrund
Der Debütfilm von Regisseurin Iris Gusner entstand im Herbst und Winter 1972, u. a. in Arnstadt, und wurde 1973 in der DDR trotz Protesten renommierter Regisseure wie Konrad Wolf oder Kurt Maetzig nicht zur Aufführung freigegeben. Der Regisseurin wurde unter anderem vorgeworfen, dass sie ein verzerrtes Bild der DDR-Realität liefere, ausschließlich Menschen in der Krise zeige und einen erfahrenen Arbeiter zur tragischen Figur stilisiere, was nicht der Wirklichkeit entspreche. Sie „spucke der Arbeiterklasse ins Gesicht“. Offiziell wurde das politische Verbot mittels Gerüchteverbreitung kaschiert: Die Regisseurin habe sich mit ihrem ersten Film übernommen und ihn daher abgebrochen. Im Gegensatz zu anderen verbotenen Filmen gelangte das Filmmaterial anschließend nicht ins Staatliche Filmarchiv der DDR, sondern wurde im Studio vernichtet – übrig blieb nur eine farbige Arbeitskopie, die danach aber als verschollen galt. Über die Zukunft der Regisseurin vermerkte die DEFA: Einsatz beim Fernsehen der DDR möglich.
Im Zuge der Restaurierung anderer verbotener Filme 1989/90 entdeckte der Kameramann Roland Gräf diese Arbeitskopie in der Ecke eines nicht klimatisierten Vorführraums im DEFA-Spielfilmstudio. Weil sie erhebliche Schichtablösungen aufwies, veranlasste er die Herstellung eines schwarzweißen Dup-Negativs sowie einer Kinokopie. So konnte Die Taube auf dem Dach am 7. Oktober 1990 im Berliner Kino „Babylon“ uraufgeführt werden. Danach verloren sich wieder alle Spuren des gesamten Materials. Nach jahrelanger Suche gelang es der DEFA-Stiftung 2009, das schwarzweiße Dup-Negativ wiederzufinden und den Film zu rekonstruieren. Die rekonstruierte Fassung kam am 6. September 2010 in Berlin zur Aufführung, drei Tage vor dem Kinostart am 9. September – 37 Jahre nach dem geplanten und dann geplatzten Premierentermin am 5. Oktober 1973 und dem vom Hauptdirektor der DEFA verfügten und zunächst spurlosen Verschwinden des Filmmaterials.

## Heutige Rezeption
In der Berliner Zeitung vom 9. September 2010 stellte Ralf Schenk fest, dass das an das konventionelle Erzählkino mit geschlossener Dramaturgie gewöhnte damalige Publikum Schwierigkeiten mit Gusners ausrissartigen Szenenfolgen gehabt haben würde. „Sie ließ nämlich alles offen, wartete nicht mit wohlgefälligen Konfliktlösungen auf, delegierte das Antworten auf die im Film gestellten Fragen an die Zuschauer. […] ‚Die Taube auf dem Dach‘ ist bewusst spröde inszeniert, wobei uns der Film heute noch ruppiger erscheinen mag, als er seinerzeit geplant war.“